# 柴原英孝
柴原 英孝（しばはら ひでたか、1982年8月28日 - ）は、日本の元ラグビー選手。現在ジャパンラグビーリーグワンクボタスピアーズ船橋・東京ベイのマーケティングマネージャーを務めている。

## プロフィール
- 静岡県出身[1]。
- ポジションはウィング(WTB)。
- 身長 175 cm、体重 81 kg
- ニックネームはシバ[2]。
- 関東代表に選ばれたことがある[3]。

## 来歴
2001年、浜松工業高校卒業後、東海大学に入る。
2005年、東海大学卒業後、クボタスピアーズに加入。同年9月17日に行われたジャパンラグビートップリーグ第1節のヤマハ発動機ジュビロ戦にて先発出場で公式戦初出場を果たす。
2016年、クボタスピアーズを退団した。